# Fundu Moldovei
Fundu Moldovei (németül Luisenthal)  település Romániában, Bukovinában, Suceava megyében.

## Fekvése
A Moldova völgyében, Pojoritától 6 km-rel északnyugatra fekvő település.

## Leírása
Fundu Moldovei régi pásztorközség, ahol még most is láthatók juhaklok, és máig használják a fát, mint építészeti anyagot. Nagy hagyományai vannak a kézműves mesterségeknek, népi viseleteknek és szokásoknak.
A település környékén vasércbányászat folyik.

## Nevezetességek
- A falu fatemploma (Biserica din Coolacu) - a 18. században épült.
- Néprajzi múzeum
- Angyali üdvözlet vallási zenei fesztivál.